# Yohimbine
La yohimbine est le principal alcaloïde de l'écorce de l'arbre ouest-africain Pausinystalia yohimbe (anciennement Corynanthe yohimbe), famille des Rubiaceae. Il y a 31 autres alcaloïdes du groupe des yohimbanes dans le yohimbe.

## Pharmacologie
La yohimbine est un antagoniste compétitif des récepteurs adrénergiques alpha-2 sélectifs pour lesquels elle a une affinité élevée et des récepteurs adrénergiques alpha-1, sérotoninergiques (5-HT1A, 5-HT1B, 5-HT1D, 5-HT1F, 5-HT2B), et dopaminergiques (D2), pour lesquels elle a une affinité modérée. La yohimbine agit aussi sur les récepteurs 5-HT1A en tant qu'agoniste partiel,.

## Indications
- Traitement d'appoint de l'hypotension orthostatique.
- Traitement d'appoint de l'impuissance masculine ; dans cette dernière indication, la yohimbine a été largement supplantée par les nouvelles molécules : le sildénafil (Viagra), le tadalafil (Cialis) , le chlorhydrate d'apomorphine (Uprima) et le vardénafil (Levitra).

## Effets
La consommation de yohimbine est caractérisée par une accélération du rythme cardiaque, une stimulation psychique, des insomnies, des érections masculines spontanées, une intensification des émotions et parfois des changements de perceptions allant jusqu'à provoquer des hallucinations.
Les effets durent en moyenne de 2 à 10 heures (demi-vie de 2,5 heures), cependant certains mécanismes d'élimination peuvent faire persister les effets jusqu'à 3 jours (demi-vie de 13 heures) pouvant être à l'origine de crises d'angoisse.
Certains usagers consomment de la vitamine C en combinaison avec la yohimbine car elle augmenterait la durée de ses effets.

## Toxicité
Plusieurs décès par overdose sont mentionnés dans la littérature scientifique.
La yohimbine est toxique lorsqu'elle est injectée.
Son utilisation dans l'alimentation est interdite en France depuis 2019.